# Jamnapari

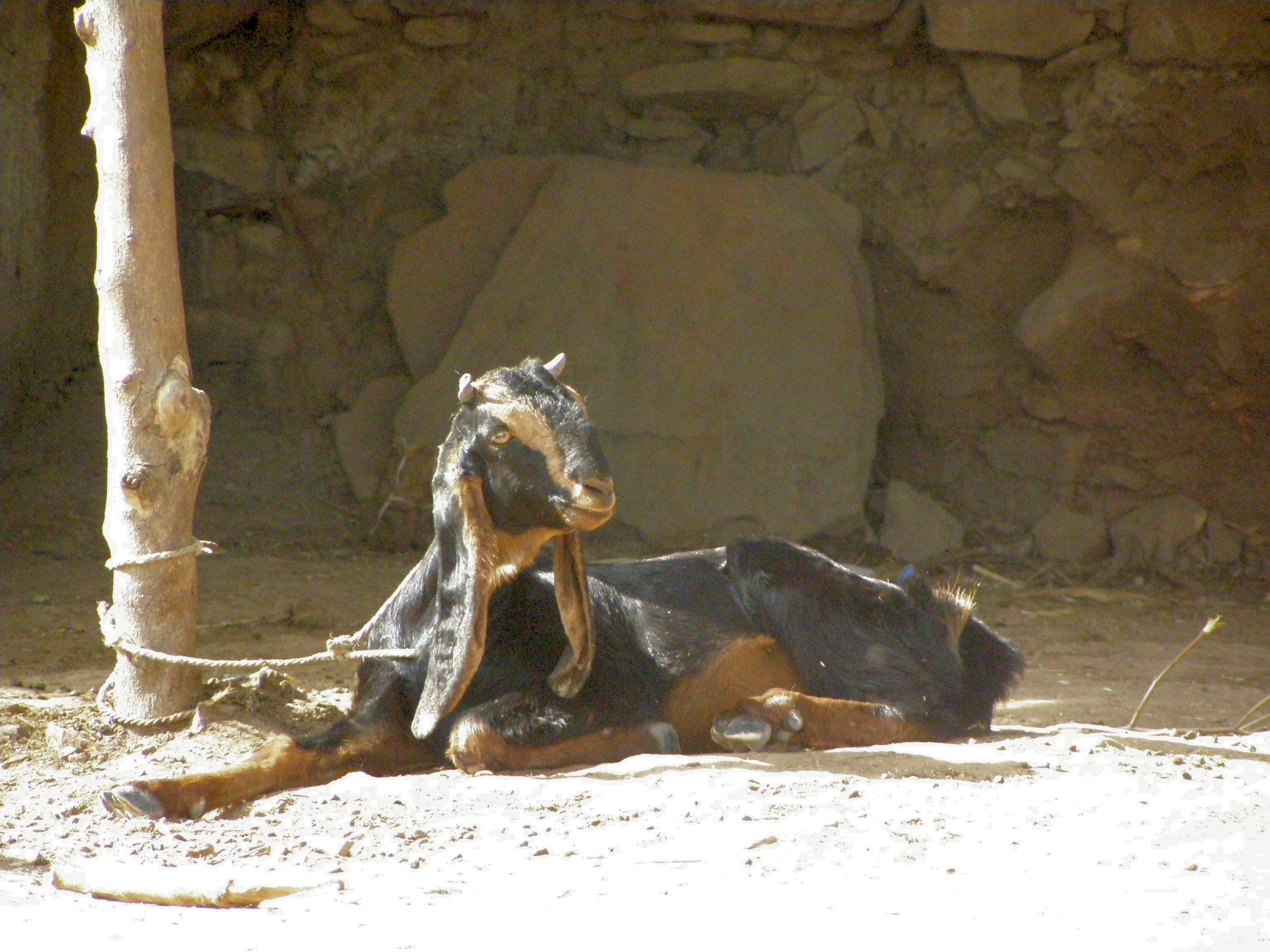
Jamnapari

Die Jamnapari oder Jamunapari, gelegentlich auch Chambal Queen, Chakarnagar Pari oder Etawah, ist eine Milchrasse der Hausziege, die ihren Ursprung im nordindischen Bundesstaat Uttar Pradesh hat. Der Name ist von dem Fluss Yamuna abgeleitet.

## Herkunft und Verbreitung

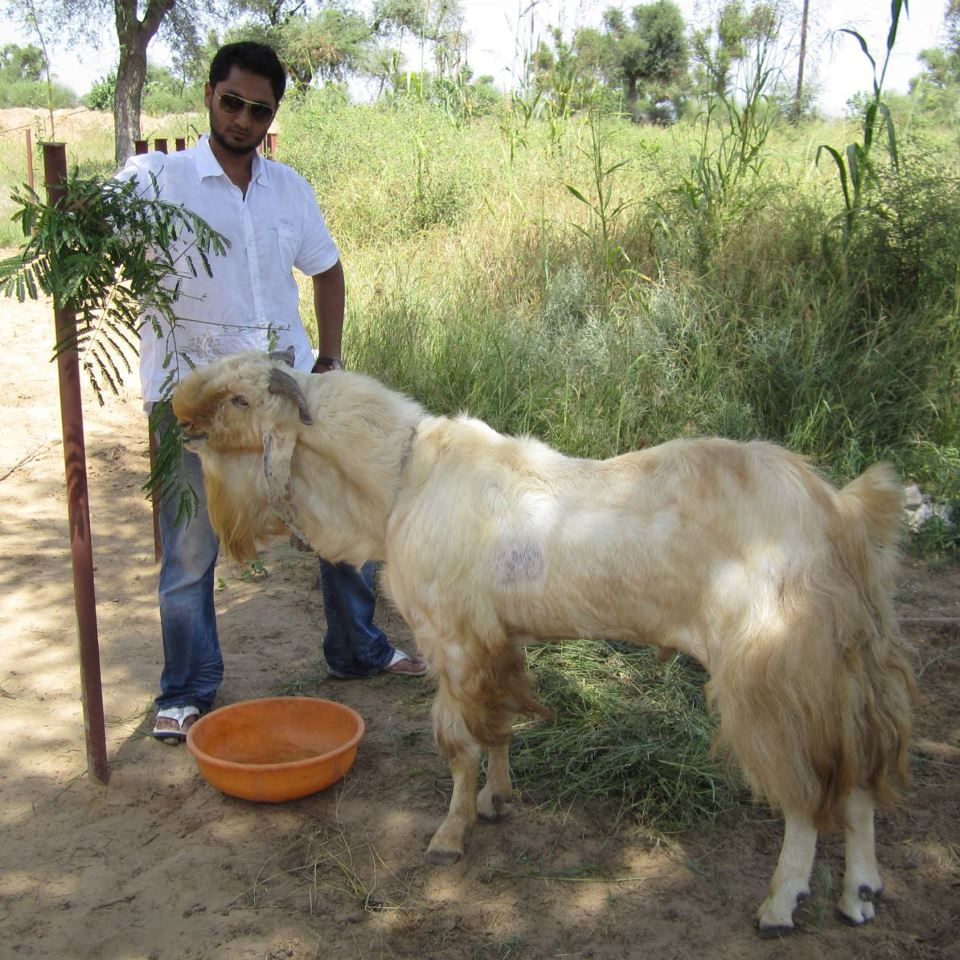
Jamnapari-Bock

Die Jamnapari ist eine großwüchsige Rasse der Hausziege aus dem nordindischen Bundesstaat Uttar Pradesh, dessen Distrikt Etawah mit den Tehsils Bharthana und Chakarnagar ist ein Zentrum ihrer Verbreitung. Ein weiterer Schwerpunkt der Haltung von Jamnapuri ist der Bundesstaat Madhya Pradesh, und dort der Distrikt Bhind. In ihrem Herkunftsgebiet wird die Jamnapari wegen ihrer majestätischen Erscheinung auch Pari (deutsch: Engel) genannt, der Name Jamnapari oder Jamunapari ist von dem Namen des nordindischen Flusses Yamuna abgeleitet. Zwischen 1918 und 1931 wurden Jamnapari in großer Zahl nach Indonesien exportiert, wo sie als Rasse weiter gehalten werden, aber auch mit einheimischen Rassen gekreuzt wurden.

## Beschreibung
Das Fell der Jamnapari ist vorwiegend weiß, mit braunen oder beigen Flecken auf Kopf oder Hals. Als Folge der Einkreuzung anderer Rassen gibt es ebenfalls als Jamnapari bezeichnete Bastarde in schwarz mit braunroten Flecken oder anderen Farben. Jamnapari haben einen dichten Haarwuchs auf dem hinteren Rücken und an den Hinterläufen. Beide Geschlechter haben kurze bis mittellange flache Hörner und ein stark konvexes „römisches“ Profil, die bis über 25 Zentimeter langen Ohren fallen lang herab. Das Gewicht adulter Tiere liegt bei Böcken zwischen 65 und 80 Kilogramm und bei Geißen zwischen 45 und 60 Kilogramm, das Geburtsgewicht beträgt bis zu vier Kilogramm und im Alter von zwölf Monaten ist durchschnittlich ein Gewicht von 21,4 (18 bis 25) Kilogramm erreicht. Die Körperlänge liegt bei adulten Böcken zwischen 75 und 80 Zentimeter und bei Geißen um 75 Zentimeter, die Widerristhöhe bei 77 bis 80 Zentimeter (Böcke) und um 75 Zentimeter (Geißen).

## Nutzung
Die Jamnapari wird sowohl als Milchziege als auch als Fleischlieferant genutzt. In Indien ist sie sowohl die größte als auch, bezogen auf die Milchleistung, die leistungsfähigste Ziegenrasse. Dabei ist sie im Vergleich zu Rindern und Büffeln einfach zu halten und liefert rasch Erträge, sei es Milch oder Fleisch. Jamnapari werden in ländlichen Gebieten meist von Kleinbauern in Herden von durchschnittlich sieben Tieren gehalten. Sie tragen in ihrem Verbreitungsgebiet in Nordindien oft zu mehr als 50 Prozent zum Familieneinkommen der Halter bei. Jamnapuri nehmen wegen ihrer anatomischen Eigenheiten, dem ausgeprägt konvexen Profil und den extrem langen Ohren, bevorzugt Nahrung von Büschen und niedrigen Bäumen auf. Das ist dadurch bedingt, dass die Unterlippe beim Äsen zuerst den Boden berührt, was das Abbeißen erschwert, und dass bei der Futteraufnahme vom Boden die Ohren die Augen verdecken. Jamnapari können vorübergehend ohne Zufütterung gehalten werden, das beeinträchtigt allerdings die Milchleistung.

## Reproduktion

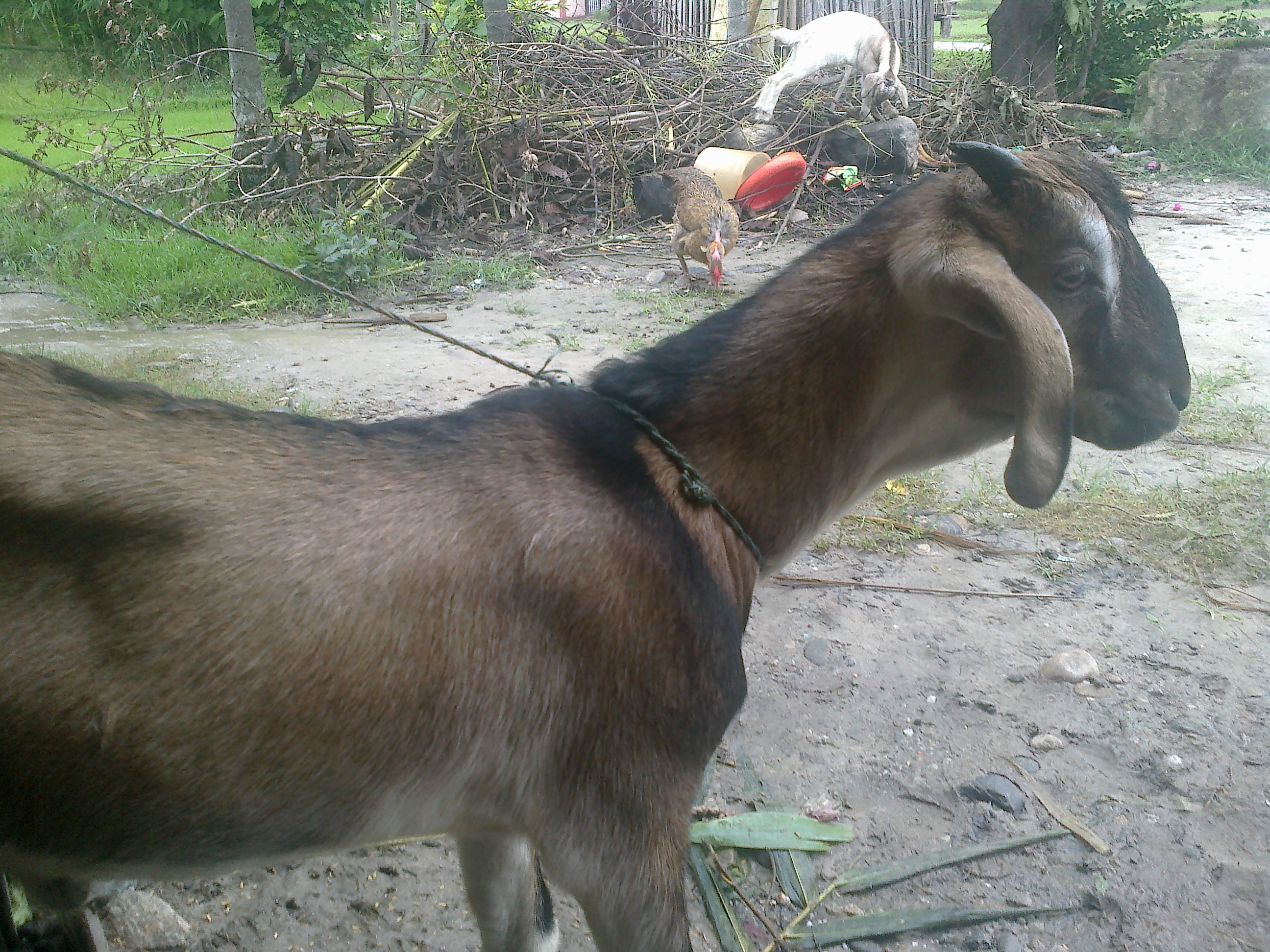
Jamnapari-Ziege

Die Geschlechtsreife wird im Alter von durchschnittlich 11,8 Monaten (9 bis 12) erreicht, wobei ein höheres Geburtsgewicht mit einer früheren Geschlechtsreife einhergeht. Der erste Wurf erfolgt in einem Alter zwischen 20 und 25 Monaten. Auf durchschnittlich 1,4 Deckakte folgt eine Trächtigkeit. Die Würfe umfassen ein bis drei Lämmer mit einer durchschnittlichen Wurfgröße von 1,8 Lämmern. Über den Anteil der Mehrlingsgeburten liegen unterschiedliche Angaben vor: 33 (56, 57) Prozent der Würfe waren Einzelgeburten, 58 (43, 43) Prozent Zwillings- und 9 (1, -) Prozent Drillingsgeburten, andere.

## Einkreuzung in andere Rassen
Zur Verbesserung von deren Eigenschaften wurden in großem Maßstab Einkreuzungen von Jamnapuri in andere Rassen vorgenommen. Das betraf Ende des 20. Jahrhunderts Bangladesch, wo man vorübergehend Kreuzungen mit der sehr fruchtbaren Schwarzen Bengalenziege vorgenommen hat, um das Schlachtgewicht zu steigern. Bis in die Gegenwart werden solche Kreuzungen mit privat aus Indien importierten Tieren vorgenommen. Aus den zwischen 1918 und 1931 nach Indonesien exportierten Jamnapari ging durch Kreuzung mit den einheimischen Katjang die Rasse Peranakan Etawah hervor. In Malaysia wurden Burenziegen aus Südafrika und Australien sowie Jamnapuri aus Indonesien eingeführt. Diese beiden Rassen zeigten eine gute Akklimatisierung und wurden in malaysische Rassen eingekreuzt.

## Gefährdete Nutztierrasse
1972 wurde die Zahl der Jamnapuri-Ziegen in Indien mit 580.000 angegeben. Nach Angaben des Landwirtschaftsministeriums von Uttar Pradesh waren davon jedoch nur 5000 reinrassige Jamnapuri, überwiegend im Distrikt Etawah in dem von der Yamuna und ihrem Nebenfluss Chambal begrenzten Gebiet. Für 1988 wurde die Zahl von 8040 und für 1991 von nur noch 7350 Ziegen genannt, die häufig nicht mehr die rassetypische weiße Farbe zeigten. 1993 wurde vom Landwirtschaftsministerium von Uttar Pradesh ein Projekt zur Rettung und Verbesserung der Rasse gestartet. Im Jahr 2000 wurde für Indien eine Gesamtzahl von 124.000 Jamnapari angegeben, von denen allerdings nur 18.000 reinrassige adulte Geißen und 5000 Böcke waren.

## Abkömmlinge
- Peranakan Etawah, auch abgekürzt PE oder Bligon ist eine indonesische Rasse, die aus der Kreuzung zwischen aus Indien eingeführten Jamnapari und einheimischen Katjang hervorgegangen ist;[3]
- Ramdhan oder Kandari Ka Khana, eine in Uttar Pradesh beheimatete Zuchtlinie der Jamnapari;[11]
- Way Thali, eine in den 1920er Jahren in Myanmar aus der Jamnapari hervorgegangene Rasse mit rotbraunem Fell und langen Hängeohren.[12]